# 比尔·波特卡
比尔·波特卡（英語：Bill Bertka，1927年8月8日—），美国NBA联盟前主教练和行政人员。他曾在洛杉矶湖人担任过比尔·沙尔曼, 帕特·莱利和菲尔·杰克逊的助理教练。1968年，湖人接受热棍亨得利的推荐，任命波特卡为全职球探。
他曾两次担任湖人的过渡教练。1994年，他在兰迪·芬德代理指挥了两场比赛，战绩为1胜1负，后来由魔术师约翰逊接任。1999年在德尔·哈里斯被解雇后赢得了代理的一场比赛。科特·兰比斯率队打完了赛季余下的比赛